# Michel Bauwens
Michel Bauwens (nascido em 21 de março de 1958) é um teórico belga que estuda economia compartilhada/Peer-to-Peer e também um escritor ativo, pesquisador e conferencista sobre temas de tecnologia, cultura, colaborativismo e inovação empresarial. Michel Bauwens faz pesquisas no campo emergente da teoria P2P e também é diretor e fundador da Fundação P2P, uma organização global de pesquisadores que trabalham em colaboração na exploração de produção de peers, governança e propriedade. Ele é autor de uma série de ensaios, incluindo a sua seminal tese "A economia política da produção entre pares."

## Biografia
Bauwens palestra internacionalmente com frequência sobre a teoria P2P, as Commons e seu potencial para a mudança social. Em setembro 2014, ele deu uma palestra na Conferência de Decrescimento em Leipzig, Alemanha, sobre "A Transição para uma Sociedade Sustentável, Commons no Equador e além".
No primeiro semestre de 2014, Bauwens foi diretor de pesquisas do FLOK (Free Libre Open Knowledge) Society em IAEN, o Instituto Nacional de Estudos Avançados do Equador. A Sociedade FLOK desenvolveu o primeiro Plano de Transição Commons para o governo do Equador. Por meio de mais de quinze papers políticos, o plano apresenta propostas políticas para a transição para o Equador, que trata-se de uma economia do conhecimento social baseada na criação e apoio de commons e conhecimento aberto. Uma versão do plano está disponível no http://en.wiki.floksociety.org/w/Research_Plan.
Em 2012, Bauwens foi co-autor de um relatório para o Orange Labs intitulado "Uma Visão Sintética da Economia Colaborativa". Nesse mesmo ano, foi nomeado e incluído na Lista de Enrich Instituto de Pós-Growth, uma paródia da Forbes e sua lista de bilionários, no qual os objetivos são destacar influentes pensadores pós-crescimento "cujas contribuições coletivas enriquecem os caminhos para um futuro sustentável".
Bauwens era um perito externo da Pontifícia Academia das Ciências Sociais (2008, 2012).
Com Frank Theys, Bauwens é o co-criador dos 2.006 TechnoCalyps documentário, um exame do transhumanismo e a 'metafísica da tecnologia'.
Bauwens escreveu para Open Democracy e Al Jazeera e tem sido mencionado pelo New York Times, De Morgen, e Green Living Magazine. Ele atualmente vive em Chiang Mai, Tailândia .

## Teoria P2P
Na economia política de produção entre peers, Bauwens respeita fenômenos p2p como uma alternativa emergente para a sociedade capitalista, embora ele argumenta que "a produção de peers é altamente dependente do mercado para a produção de peers produz valor de uso sobretudo através de produção imaterial, sem fornecer diretamente uma renda para seus produtores ", no entanto, Bauwens continua a argumentar que a interdependência é mútua: o sistema capitalista e as economias de mercado também são dependentes da produção p2p, particularmente em redes distribuídas de processamento de informações e produção. Por conseguinte, a economia p2p pode ser vista como extensão ou já existente fora da esfera da produção de software livre/de fonte aberta e de outros bens imateriais não-rivais.
Essa ideia é explorada também no ensaio "Peer to Peer e Evolução Humana", que expande o meme P2P para além da tecnologia de computadores. Ele argumenta que a rede igualitária é uma nova forma de relacionamento que está surgindo em toda a sociedade, e transformando profundamente a forma como a sociedade e civilização humana está organizada. O artigo argumenta que essa nova forma de democracia não-representacional é um ingrediente crucial em encontrar as soluções para os desafios globais atuais; bem como um novo e progressista ethos representando as mais altas aspirações das novas gerações.